# NA-4112
La  NA-4112  es una carretera local perteneciente a la Red de Carreteras de Navarra que se inicia en PK 7,19 de NA-411 y termina en Beruete. Tiene una longitud de 3,93 kilómetros.